# Wat Prasat (Nonthaburi)

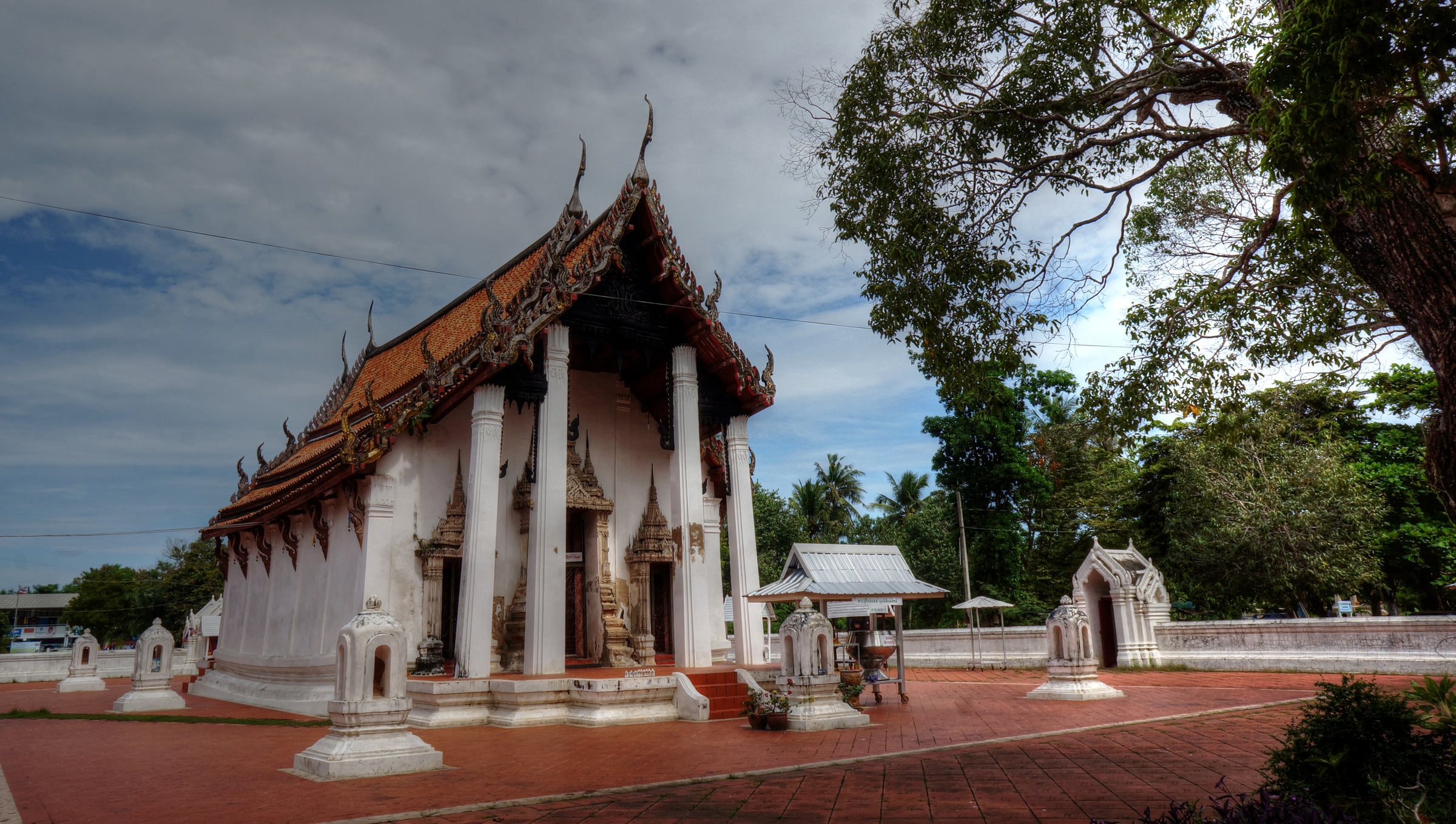
Ubosot des Wat Prasat

Der Wat Prasat  (thailändisch วัดปราสาท) ist eine buddhistische Tempelanlage (Wat) im Landkreis Mueang Nonthaburi der Provinz Nonthaburi in Zentralthailand.

## Lage
Der Wat Prasat liegt in der Stadt Nonthaburi, nördlich von Bangkok, am linken Ufer des Khlong Bang Yai.

## Baugeschichte
Der Wat Prasat wurde um 1700 während der Ayutthaya-Zeit errichtet. Der Ubosot weist schöne Handwerksarbeiten auf, die nach der Nonthaburi-Schule gefertigt sind, sowie zwei kolonnadenartige Portiken.

## Sehenswürdigkeiten
Folgende Sehenswürdigkeiten befinden sich im Bereich des Wat Prasat.
- die Wandmalereien an den Innenwänden des Ubosot sind mit breitem Pinselstrich gemacht und sehr lebhaft; sie stellen die ältesten Wandmalereien der Provinz dar